# Sossêgo
Sossêgo är en kommun i Brasilien.   Den ligger i delstaten Paraíba, i den östra delen av landet, 1 600 km nordost om huvudstaden Brasília. Antalet invånare är 3 173.
Omgivningarna runt Sossêgo är huvudsakligen savann. Runt Sossêgo är det glesbefolkat, med 15 invånare per kvadratkilometer.